# Kasper Bøgelund
Kasper Bøgelund Nielsen, född 8 oktober 1980 i Odense, är en dansk före detta fotbollsspelare (högerback).
Bøgelund Nielsen avslutade karriären i danska AaB. Bøgelund spelade 17 landskamper för Danmarks landslag och representerade landslaget vid VM i fotboll 2002 och EM i fotboll 2004.